# 魔獣戦線
『魔獣戦線』（まじゅうせんせん）は、石川賢による日本の漫画。
本項では続編『真説 魔獣戦線』、同名のOVAやテレビアニメ作品『魔獣戦線 THE APOCALYPSE』も扱う。

## 作品概要
地球内部に掘られた巨大な砂時計。何千年も流れ続けているそれは、偉大なる“神”が目覚める時を計るものだった。

### 魔獣戦線
『週刊少年アクション』（双葉社）の1975年9月8日創刊号から1976年9月20日休刊号まで連載された。
生物学者の父親を持つ少年・来留間慎一は、ある日父親の来留間源三を始めとした自らを使徒と称する13人の学者たちにより、新人類（ニューマン）を造る為のモルモットとされてしまう。しかし、慎一はその幼さ故に手術に耐えられず、実験は失敗。使徒達は源三の妻である静江を次の標的とし、鷹・ヘビ・ライオン・熊などの動物と融合した新人間に改造。源三は全てを知って怒る慎一を始末しようとするも、突如覚醒した静江が暴走。博士の1人であるシャフトがニードルガンで静江の頭部を撃ち抜き、直後の落雷により研究所は壊滅。使徒達はその場を離れたものの、慎一と静江の生死は知れなかった。
そして5年後、予知能力を見世物にして生計を立てる天外姉弟と祖父の前に、静江の肉体を取り込むことで生き延びた、青年の来留間慎一が姿を見せた。

### 真説 魔獣戦線
石川賢による『魔獣戦線』直接の続編。『チャンピオンRED』（秋田書店）2002年10月号（創刊号）から2004年8月号にかけて連載された。
『魔獣戦線』より10年後。軍神イヴ・アダムおよび13人の使途たちにより荒廃した世界を舞台に、復活した慎一が源三ら13人の使徒やその手先、そして“時天空”と呼ばれる存在へと立ち向かう。

## 登場人物
声優は、OVA / テレビアニメの順。
来留間 慎一（くるま しんいち）
声 - 松本保典 / 伊藤健太郎
主人公。動物と心を通わすことの出来る心優しい少年だったが、父・源三に実験のモルモットにされ、結果失敗して水槽から出られない身体にされてしまう。しかし、同じく改造を受けて成功した母・静江の肉体を取り込むことで魔獣となった。
研究所の壊滅から5年後に天外一家と出会い、自分と母親を苦しめた源三を始めとする13人の使徒に復讐するため行動する。
『真説 魔獣戦線』終盤では源三すらも取り込み、地球に襲来する「時天空」の破片を迎え撃つために立ち上がる。
来留間 静江（くるま しずえ）
声 -  川島千代子 / -
慎一の母親。慎一に次いで人体改造されてしまう。慎一を庇って殺されてしまうが、融合することで慎一を救う。
天外 真理阿（てんがい まりあ）
声 - 水谷優子 / 菊地祥子
東北の山奥に隠れ住んでいる一族の出自で、予知能力を持つ。祖父や弟・富三郎と共に村を脱出、都会で生計を立てていたが、その最中で慎一と出会う。
天外 富三郎（てんがい とみさぶろう）
声 - 山田栄子 / 松野太紀
真理阿の弟。金銭に煩い性格。彼自身も一種の予知能力を持ち、『真説 魔獣戦線』ではその力を利用して起業に成功していた。
天外
声 - 永井一郎 / -
真理阿と富三郎の祖父。使徒たちに侵略された故郷の村から二人を連れて逃亡してきた。慎一へ神に闘いを挑む予言を教える。
村からの追っ手によって殺害されるが、死に際に真理阿へ聖母マリアとしての宿命を伝えた。
来留間 源三（くるま げんぞう）
声 - 屋良有作 / 宝亀克寿
慎一の父親にして、彼を改造した13人の使徒の1人。自身も肉体を改造している。13人の使徒たちのリーダー格。
OVA版では慎一から魔獣の力を奪い取り、最強の敵として立ちはだかる。
バルビア
声 - 銀河万丈 / -
13人の使徒の一人。復讐に燃える慎一の最初の標的となった。部下に三獣士を率いる。
のちに源三の元へ回収され、生命維持カプセルの中から魔獣と化した慎一の脅威を警告する。
シャフト
声 -  / -
13人の使徒の一人。源三と同じく自身の肉体を改造しているが、彼は自分の30人の息子たちと融合している（自身から独立させて行動させる事も可能）。
人工的に天変地異を発生させる研究をしており、月の軌道を操作して大規模な洪水を発生させた。
ユダ
声 -  / -
13人の使徒の一人。人体実験の結果、自分の息子が身体を維持できない失敗作となった事をきっかけに離反する。
幼少時の慎一に源三の研究を教え、再会時には彼自身の吸収能力の事を報せた。
ヨブ
声 -  / -
OVA版に登場。13人の使徒の一人。人工地震を研究している
ロンヌル
声 -  / -
OVA版に登場。13人の使徒の一人。ヨブとともに人工地震を研究している。
モロク
声 -  / -
OVA版に登場。13人の使徒の一人。人工雨を研究している。
シャングリラ
声 -  / -
OVA版に登場。13人の使徒の一人。伊豆で慎一に倒される。
アブラハム
声 -  / -
OVA版に登場。13人の使徒の一人。自らを植物と融合させている。
ヨハネ
声 - 峰恵研 / -
OVA版に登場。源三の片腕。
ロックマン
『真説 魔獣戦線』に登場。13人の使徒の一人。
ノア
『真説 魔獣戦線』に登場。
時天空（じてんくう）
『真説 魔獣戦線』の終盤に登場。地球が存在する宇宙を取り巻く空間を埋め尽くす程の存在。

## 書籍情報
魔獣戦線
- 石川賢 『魔獣戦線』 双葉社〈双葉社パワァコミックス〉、全4巻
- 石川賢 『魔獣戦線』 双葉社〈双葉社100てんランドコミックス〉、全4巻
  - 内容はパワァコミックス版と同一。
- 石川賢 『魔獣戦線』 双葉社〈双葉社アクションコミックス・デラックス〉、全2巻
  - 単行本全4巻を2巻にまとめたワイド版。2ページの加筆あり。
- 石川賢 『魔獣戦線 THE COMPLETE』 双葉社〈双葉社アクションコミックス〉、全3巻
  - 以前までの版に大幅な加筆・修正をした完全版。3巻共に1997年6月発売。

  1. ISBN 978-4575935073
  2. ISBN 978-4575935080
  3. ISBN 978-4575935097
- 石川賢 『魔獣戦線 THE COMPLETE』 双葉社〈双葉文庫名作シリーズ〉、全2巻
  - 『魔獣戦線 THE COMPLETE』の文庫版。内容は同一。

  1. ISBN 978-4575724349
  2. ISBN 978-4575724356

真説 魔獣戦線
- 石川賢 『真説 魔獣戦線』 秋田書店〈チャンピオンREDコミックス〉、全4巻
  1. ISBN 4-253-23020-2（2003年3月13日発売）
  2. ISBN 4-253-23021-0（2003年8月21日発売）
  3. ISBN 4-253-23022-9（2004年2月19日発売）
  4. ISBN 4-253-23023-7（2004年8月19日発売）

## OVA
OVA『魔獣戦線』は、VHS版が1990年10月1日に、LD版が同年12月1日に、それぞれ全3巻同時発売された。なお、LD-BOXのみ特製フィルムブック（カラー図入りストーリーダイジェスト、設定資料、作者インタビューなど）が特典として封入された。同年10月13日から26日まで、テアトル池袋にて劇場公開もされた。2002年2月22日にはDVD『魔獣戦線 コンプリート・コレクション』が単巻で発売された。
少年アクションの休刊によって未完に終わった原作を補完しながら、OVA版独自の結末を提示している。

### 各巻タイトル
1. 第1部 魔獣、来たる
2. 第2部 引き裂かれた翼
3. 第3部 永遠なる炎

### スタッフ
- 監督 - 大賀俊二
- 原作 - 石川賢とダイナミックプロ
- 脚本・構成 - 会川昇
- キャラクターデザイン・作画監修 - 本橋秀之
- サブキャラクターデザイン - 高岡永二、嵯峨敏、佐藤千春
- 美術監督 - 砂川千里
- 背景チーフ - 古宮陽子
- メイン色指定 - 志甫聡子
- 撮影監督 - 安津畑隆
- 特殊効果 - 阿部郷
- 編集 - 掛須秀一、石田悟、牧岡栄吾、和田至亮
- 音響監督 - 松浦典良
- 効果 - 神保大介
- 録音 - 小原吉男
- 音響監督補 - 渡辺淳
- 音楽 - 渡辺博也
- アニメーション制作 - アニメイトフィルム
- 制作協力 - J.C.STAFF

## 魔獣戦線 THE APOCALYPSE
2003年2月23日から同年5月18日まで、AT-Xで毎週日曜日17:30 - 18:00に放送された（リピート放送あり）。全13話。DVDは全7巻で発売された。
『魔獣戦線』の数年後を描く。

### スタッフ（THE APOCALYPSE）
- 原作 - 石川賢とダイナミックプロ
- クリーチャー原案 - 石川賢
- 企画 - 今西和人
- エグゼクティブプロデューサー - 円谷粲
- 監修 - ダイナミック企画
- シリーズ構成・脚本 - 武上純希
- キャラクター&クリーチャーデザイン・総作画監督 - 石本英治
- 監督 - 前島健一
- 美術監督 - 長尾仁
- 色彩設計 - 森嶌一美
- 撮影監督 - 谷口直之
- 音楽 - 元倉宏
- 音楽プロデューサー - 折本雄一
- 音響監督 - 榎本崇宏
- 音響制作 - ドリーム・フォース
- プロデューサー - 村野宏
- アニメーション制作 - マジックバス
- プロデュース - 円谷映像
- 製作 - 魔獣戦線製作委員会

### 主題歌
オープニングテーマ「戒厳令の夜」
sing - 03（avex trax）／written by 03／arranged by 03／SATORU HIRAIDE
エンディングテーマ「空白の時」
作詞 - 政谷剛史／作曲 - 政谷剛史／前田和彦／編曲 - 前田和彦／小東義典／唄 - 長谷川恵里（COMPOSITION）

### 各話リスト
| 話数   | サブタイトル                                      | 絵コンテ       | 演出           | 作画監督          | 放送日         |
| ------ | ------------------------------------------------- | -------------- | -------------- | ----------------- | -------------- |
| 第1話  | ローマ使徒への手紙 復讐するは、我にあり           | 前島健一       | 上野史博       | 鈴木伸一          | 2003年 2月23日 |
| 第2話  | マタイ伝 眠れる子供                               | 殿勝秀樹       | 熨斗谷充孝     | 村上勉            | 3月2日         |
| 第3話  | ヨブ記 主与えたまい、主取りたまう                 | 土屋日         | 土屋日         | 桝井一平          | 3月9日         |
| 第4話  | マルコによる福音書 神が結び合わせし者たち         | 江上潔         | 前島健一       | 楠田悟            | 3月16日        |
| 第5話  | マルコによる福音書 群れし者たち、彼の名はレギオン | いわもとやすお | いわもとやすお | 孫吉永            | 3月23日        |
| 第6話  | ローマ使徒への手紙 罪が支払う報酬                 | 遠藤克己       | 山崎友正       | 大泉憲            | 3月30日        |
| 第7話  | ヨハネの黙示録 我はアルファにしてオメガ           | いわもとやすお | 上野史博       | 村上勉 鈴木伸一   | 4月6日         |
| 第8話  | 創世記 エデンの園                                 | 土屋日         | 土屋日         | 桝井一平          | 4月13日        |
| 第9話  | ヨハネによる福音書 一粒の麦もし死なずば           | 岡嶋国敏       | 熨斗谷充孝     | 森田実            | 4月20日        |
| 第10話 | ヨハネによる黙示録 メギドの丘と呼ばれる所         | いわもとやすお | 江上潔         | 南信一郎          | 4月27日        |
| 第11話 | イザヤ書 おまえにとってあまりに清い               | 上野史博       | 上野史博       | 鈴木伸一 桝井一平 | 5月4日         |
| 第12話 | ヨハネの黙示録 獣の刻印                           | 江上潔         | 菅井喜浩       | 徳倉栄一          | 5月11日        |
| 第13話 | コリントの使徒への手紙 死よ、おまえの棘はどこに   | 前島健一       | 前島健一       | 森田実            | 5月18日        |